# Arma 3
Arma 3 ist eine Computer-Militärsimulation des tschechischen Entwicklerstudios Bohemia Interactive, die am 12. September 2013 für Microsoft Windows erschien. Anfang Juni 2012 wurden bereits Bilder auf der Spielemesse E3 in Los Angeles gezeigt. Das Computerspiel ist der Nachfolger von Arma 2.
Arma 3 ist in der nahen Zukunft angesiedelt. Im Jahr 2034 wird die Türkei von Naturkatastrophen heimgesucht und der Iran nutzt diesen Umstand, um bis nach Griechenland zu expandieren. Die NATO greift ein und muss die Invasoren wieder zurückdrängen. Der Spieler kann zwischen einer großen Hauptkarte und einer kleineren Karte wählen, wie dies schon in Arma 2 der Fall war. In Arma 3 sind es die zwei griechischen Inseln Altis (ursprüngliches Vorbild: Lemnos) und Stratis (nach dem Vorbild von Agios Efstratios). Mit dem APEX-Update ist die Tropeninsel Tanoa mit einer asiatischen Fraktion hinzugekommen. Im Malden DLC kam zuletzt noch die gleichnamige Karte hinzu, welche besonderen Fokus auf Close Quarter Combat legt.
Als echte Militärsimulation kann Arma 3 allerdings nur im Infanteriekampf gesehen werden. Artillerie, Flugzeuge, Hubschrauber, Drohnen und Panzer sind in ihren Funktionen stark vereinfacht. Einheiten, Waffen und Kommunikationssysteme sind relativ konventionell gehalten, da lediglich ein nahes Zukunftsszenario abgebildet werden soll. Die Spielkarten entsprechen in der Größe etwa 75 % der realen Vorlagen und gehören zu den größten in Spielen mit Ego-Perspektive. Bohemia Interactive stellt regelmäßig Fehlerbehebungen, Verbesserungen und Infos über Neuentwicklungen zur Verfügung.
Wie bereits beim Vorgänger Arma 2, stellt eine große Mod-Community kostenlose und im Originalspiel nicht vorhandene nationale Armeen, Fahrzeuge, Einheiten, Waffen, Missionen, Spielfunktionen und Spielkarten zur Verfügung. Die Qualität dieser Ergänzungen entspricht oftmals den originalen Spielinhalten. Auch im Steam-Workshop sind Inhalte von Moddern abrufbar. Das Modding wird vom Hersteller aktiv unterstützt, so wurde bereits ein Wettbewerb mit Preisgeldern abgehalten. Die Modding-Community hat Wege entwickelt, um Szenarien aus dem Vorgänger Arma 2 oder dem Spiel Iron Front 1944 nach Arma 3 zu importieren.

## Fraktionen

### BLUFOR
- North Atlantic Treaty Organization (NATO)
- Freedom and Independence Army (FIA)
- Combat Technology Research Group (CTRG)
- Gendarmerie

### OPFOR
- Canton Protocol Strategic Alliance Treaty (CSAT)
- Freedom and Independence Army (FIA)
- Gendarmerie
- Russian Spetsnaz

### Unabhängig
- Altis Armed Forces (AAF)
- Freedom and Independence Army (FIA)
- Syndikat
- Livonian Defense Force (LDF)

## Entwicklung
Das Spiel wurde mit der Real Virtuality 4 Engine erstellt und dem Spieler ist es nun möglich, als Kampfschwimmer unter Wasser in eine detaillierte Unterwasserwelt abzutauchen.
Nachdem Projektleiter Daniel Musil Bohemia Interactive verlassen hatte, übernahm im Dezember 2012 Joris-Jan van ‘t Land die Leitung des Projekts. Auch wurde der geplante Veröffentlichungstermin auf einen späteren Zeitpunkt im Jahr 2013 verschoben. Als Begründung für die Verzögerung wurde unter anderem die Inhaftierung zweier Mitarbeiter (siehe Abschnitt Kontroversen) genannt.
Die griechische Insel Limnos (engl. Lemnos) wurde als Schauplatz ausgewählt, nachdem der CEO von Bohemia Interactive, Marek Spanel, die Insel einige Jahre zuvor während einer Urlaubsreise besucht hatte. Nach der Inhaftierung zweier Mitarbeiter auf der Insel beschloss Bohemia, die Insel im Spiel in „Altis“ umzubenennen.
Die Öffentlichkeit wurde bereits früh in die Entwicklung mit einbezogen. Am 5. März 2013 wurde die Alpha-Version veröffentlicht, die bereits von der Allgemeinheit zu erwerben war. Dabei konnten die Nutzer Bugs und Vorschläge einreichen, um das Spiel zu verbessern. Am 25. Juni 2013 veröffentlichte Bohemia Interactive die Beta-Version des Spiels. Auch hier konnten den Entwicklern Fehler gemeldet werden, die dann in der Vollversion und in Beta-Patches behoben wurden.
Die Kampagne wurde in drei Kapiteln als Downloaderweiterungen – Survive, Adapt und Win – veröffentlicht.
Es erschienen bisher zwölf weitere Downloaderweiterungen: der kostenlose Mehrspieler-DLC Zeus, das ursprünglich als Aprilscherz gedachte Karts, Helicopters, Marksmen, die Erweiterung Apex, Jets, Laws of War, Tanks, Malden, Tac-Ops und das Contact-DLC. (→ DLC). Außerdem erschien die Modifikation Global Mobilization – Cold War Germany, welche von Spielern in Form eines DLC erstellt wurde.

## Kontroversen
Im September 2012 wurden zwei Entwickler des Spieles, Ivan Buchta und Martin Pezla, auf der griechischen Insel Limnos verhaftet und inhaftiert. Sie wurden der Spionage verdächtigt. Laut Angaben der griechischen Regierung kundschafteten die beiden Entwickler die Insel aus und fotografierten und filmten militärische Einrichtungen. Die Entwickler sollen ausgesagt haben, dass sie diese Aufnahmen für das Spiel anfertigten, an dessen Entwicklung sie beteiligt sind. Bohemia Interactive gab dagegen an, dass ihre Angestellten sich auf einer privaten Urlaubsreise dort befanden.
Die Gerichtsverhandlung verzögerte sich aufgrund eines Streiks im griechischen Justizsystem. Bohemia Interactive forderte Fans auf, sich schriftlich an das Außenministerium und die Botschaft zu wenden. Im November 2012 wandte sich Tschechiens Präsident Václav Klaus in einem öffentlichen Schreiben an den griechischen Präsidenten Karolos Papoulias und bat ihn, dieser Angelegenheit besondere Aufmerksamkeit zu widmen.
Im Januar 2013 wurden beide Entwickler gegen Zahlung einer Kaution von je 5.000 Euro entlassen und durften nach Tschechien zurückkehren.
Im September 2012 wurde der Import des Spiels im Iran verboten, da iranische Truppen im Spiel als Feinde der NATO dargestellt werden.

## Benutzergenerierte Inhalte
Arma 3 wird maßgeblich durch User-generated Content in viele verschiedene Richtungen erweitert. Durch die umfangreichen Werkzeuge, die Bohemia Interactive zur Verfügung stellt, sind einem dabei fast keine Grenzen gesetzt. Einige Beispiel wären hier Alltags-Rollenspiel (Altis Life), Militärsimulation (MilSim) bis hin zu Survival-Spielen (Exile). PlayerUnknown’s Battlegrounds nahm seine Anfänge auch als Arma 3 Mod PlayerUnknown’s Battle Royale.
Man kann grundlegend zwei verschiedene Arten der Modifikationen unterscheiden. Zum einen über Skripte, welche in SQF geschrieben werden und zum anderen über Mods, die 3D-Modelle oder Extensions enthalten können. Allgemein wird Modding aber auch als pars pro toto für benutzergenerierte Inhalte benutzt und kann somit auch Skripte einschließen.

### Skripte
Skripte werden zu Beginn und während einer Mission ausgeführt, um dynamische Ereignisse im Spiel zu erzeugen. Beim Erstellen einer Mission im Editor können Skripte angelegt werden, die dann in der Missionsdatei gespeichert werden. Missionsdateien können zum Beispiel im Steam-Workshop mit nur einem Klick bezogen werden. Beim Spielen der Mission werden die Skripte dann ausgeführt und können zum Beispiel neue K.I.-Gegner spawnen, sobald ein bestimmter Punkt erreicht wird. Handelt es sich um eine Multiplayermission, dann kann man ohne Vorbereitungen dem Server beitreten und Arma 3 lädt alle nötigen Missionsdateien automatisch herunter.
Da Skripte ausschließlich in SQF (Status Quo Function) programmiert werden, sind sie recht beschränkt in ihren Möglichkeiten. Es ist zum Beispiel bis auf wenige Ausnahmen nicht möglich, mit externen Stellen Informationen auszutauschen, was es zum Beispiel nicht möglich macht, persistent über einen Serverneustart Daten zu erhalten. Zum einen schützt das den PC der Spieler vor Schadprogrammen, aber es schränkt auch die Möglichkeiten der Skripter ein. Deshalb funktionieren viele Projekte nur mit Mods, für die solche Einschränkungen nicht gelten.

### Mods
Eine Mod hat deutlich umfassendere Möglichkeiten als ein Skript, da sie nicht auf SQF beschränkt ist. Will man eine Mod verwenden, muss man sie beim Starten von Arma 3 bereits mit angeben. Die Mod wird also nicht erst bei Missionsstart geladen, sondern bereits beim Starten des Spiels. Eine Mod kann neue Gebäude, Einheiten, Items oder Waffen zum Spiel hinzufügen, die dann in einer Mission genutzt werden können. Die Bundeswehr-Mod fügt zum Beispiel Uniformen, Panzer und Waffen der deutschen Einheiten hinzu um ein möglichst authentisches Spielerlebnis zu schaffen. Eine Mod kann aber auch eine Extension enthalten, die direkt aus Arma 3 aufgerufen wird. Dabei handelt es sich um eine DLL, also eine Programmbibliothek, die zum Beispiel in C++ oder Visual Basic programmiert wurde und somit allumfassende Möglichkeiten bietet. Die Mod TFAR zum Beispiel ermöglicht die Kommunikation via Funkgeräten im Spiel und kommuniziert dafür mit der VoIP Software TeamSpeak.
Auf Grund dieser unbeschränkten Möglichkeiten können Extensions sehr einfach dazu benutzt werden, um Schadprogramme zu verteilen. Um dem entgegenzuwirken, müssen alle Extensions von BattleEye freigegeben werden, bevor man sie in Arma 3 benutzen kann.

## DLC

### Zeus
Im Februar 2014 wurde der erste und kostenlose DLC Zeus angekündigt. Es ermöglicht dem Spieler, sich im Mehrspieler-Modus in die Rolle des „Spielleiters“ zu versetzen und das Geschehen u. a. für andere Mitspieler in Echtzeit zu beeinflussen, z. B. durch Änderung von Missionszielen, des Wetters oder Beeinflussung von Spielelementen. Den teilnehmenden Spielern soll so eine „dynamische Kampferfahrung geboten werden, die sie zur Improvisation zwingt“. Der DLC wurde am 10. April 2014 veröffentlicht.

### Karts
Bohemia Interactive veröffentlichte am 1. April 2014 ein Video mit einer Parodie auf den Spagat von Jean-Claude Van Damme zwischen zwei LKWs. Dieser wurde im Video zwischen zwei Karts ausgeführt und sollte ursprünglich als Aprilscherz dienen, mit dem ein Karts-DLC für Arma 3 angekündigt werden sollte. Das Video erlangte große Beliebtheit seitens der Fans, sodass Bohemia Interactive den Aprilscherz umsetzte und es als ersten kostenpflichtigen DLC am 29. Mai 2014 veröffentlichte. Der DLC ermöglicht es dem Spieler ein 20 PS starkes Viertakt-Kart zu fahren. Ein Teil der Erlöse aus dem Verkauf des DLC gingen an das Tschechische Rote Kreuz, der Entwickler vermeldete am 24. Juni 2014, dass 1.000.000 CZK gespendet wurden.

### Helicopters
Der DLC Helicopters wurde am 4. November 2014 veröffentlicht und beinhaltet zwei neue Transporthubschrauber und vier Zeitrennen sowie ein Szenario zur Übung des Lasttransports. Neben dem kostenpflichtigen Inhalt wurde für alle Spieler, unabhängig vom Besitz des DLC, ein Plattform-Update veröffentlicht, mit dem nun die Möglichkeit besteht, aus Fahrzeugen heraus Schüsse abzugeben, ein verbessertes Flugmodell für alle Hubschrauber und ein neuer Mehrspieler-Modus mit speziellem Fokus auf Unterstützung, Logistik und Medevac per Hubschrauber. Die neue Sling-Loading-Mechanik ermöglicht es dem Spieler mit geeigneten Hubschraubern Außenlasten zu transportieren.

### Marksmen
Marksmen beinhaltet neue Waffen (Scharfschützengewehre und Maschinenpistolen) und Tarnanzüge sowie neue Schießmechaniken. Zusätzlich ist für die meisten Waffen ein Zweibein einsetzbar. Der DLC wurde am 8. April 2015 veröffentlicht.

### Apex
Apex ist die erste Erweiterung von Arma 3, die am 11. Juli 2016 veröffentlicht wurde. Die Erweiterung enthält den neuen Schauplatz Tanoa, eine neue Fraktion sowie Waffen und Fahrzeuge. Die Neuerungen sind:
- Tanoa: Eine fiktive Inselgruppe im Südpazifik, etwa 100 km² groß mit hauptsächlich tropischer Vegetation
- Syndikat: Eine neue Fraktion mit tiefen Wurzeln in Tanoa, welche sich aus bewaffneten Verbrechern und Paramilitärs zusammensetzt
- Neue Fahrzeuge, u. a. Senkrechtstarter (ähnlich einer Bell-Boeing V-22) und Landfahrzeuge für den Angriff
- Neue Waffen: Sturm-, Maschinen- und Scharfschützengewehre
- Kooperative Kampagne „Apex-Protokoll“: Der Spieler wird als NATO-Spezialagent vor dem Hintergrund der Arma-3-Kampagne nach Tanoa entsandt, trifft dort jedoch auf die bewaffnete CSAT-Kampfgruppe und Paramilitärs des Syndikats.[28]

### Jets
Jets wurde in Zusammenarbeit mit Bravo Zero One Studios, geführt von „Make Arma Not War“-Gewinner Joshua ‚Saul‘ Carpenter, entwickelt und wurde am 16. Mai 2017 veröffentlicht. Inhalte dieses DLC sind:
- Drei neue Kampfflugzeuge und ein unbemanntes Kampfflugzeug (UCAV), ähnlich einer Northrop Grumman X-47.
- USS Freedom Aircraft Carrier – Nuklear betriebener Flugzeugträger als Operationsbasis der NATO, unterstützt Katapultstarts sowie Landungen mit Fangseilen. Zudem besitzt es autonome Verteidigungs-Waffensysteme. Der Flugzeugträger ist ein statisches Objekt, kann daher nicht „gefahren“ werden. Dieser steht allen Spielern zur Verfügung, unabhängig vom Besitz des Jets-DLC.

Außerdem erhielten alle Spieler durch ein Plattform-Update Verbesserungen, darunter eine Überarbeitung der Zielerfassung und erweiterte Hitpoints, wobei durch feindlichen Beschuss das Flugzeug schrittweise beschädigt und der Weg zurück zur Operationsbasis deutlich erschwert wird. Des Weiteren wurde der Schleudersitz implementiert und an Fahrzeugen können die Waffensysteme dynamisch je nach Einsatz bestückt werden, bei Jets dementsprechend beispielsweise die Waffen an den Pylonen.

### Malden
Am 22. Juni 2017 veröffentlichte Bohemia Interactive mit diesem kostenlosen DLC eine neue Karte namens Malden 2035. Es handelt sich dabei um eine Insel im mediterranen Klima, welche bereits aus dem ersten Arma-Teil bekannt ist. Dabei kommen neben einigen bereits aus dem Grundspiel bekannten Objekten auch komplett neue Strukturen, wie z. B. Weinberge und Scheunen zum Einsatz. Laut Entwickler wurde diese Karte speziell für Kämpfe auf geringer Distanz optimiert und eigne sich somit besonders für Infanteriegefechte.
Des Weiteren enthält der DLC den Mehrspielermodus Combat Patrol und den Überlebens-Mehrspielermodus Escape from Malden.

### Laws of War
Laws of War wurde am 7. September 2017 veröffentlicht und implementiert Inhalte, betreffend das International Humanitarian Law (IHL) in Arma 3. Hinzugefügt wurden dabei:
- Eine weitere zivile Fraktion: IDAP (International Development & Aid Project)
- Eine Mini-Kampagne für den Einzelspieler
- Neue Fahrzeuge der IDAP sowie Lackierungen für bestehende Fahrzeuge
  - Van (Ambulanz, Transport und Reparatur)
- Neue Ausrüstungsgegenstände der IDAP
- Neue Drohnen
  - Utility Drone (Kleine Transportdrohne)
  - Demining Drone (Drohne zur Bekämpfung von Minenfeldern)

Das DLC Laws of War wurde zusammen mit der realen Vorlage, dem International Committee of the Red Cross (ICRC) entwickelt. Dazu hat Bohemia Interactive versprochen, sämtliche Erlöse des DLC im Jahre 2017 an die Bewegung zu spenden.

### Tac-Ops
Tac-Ops wurde am 30. November 2017 veröffentlicht und bringt drei neue Einzelspieler-Operationen, die sich über sieben Einsätze erstrecken. Es sind keine neuen Waffen oder Karten enthalten.

### Tanks
Tanks wurde am 11. April 2018 veröffentlicht und fügte drei neue Panzer, eine Mini-Kampagne namens „Altis Requiem“ und eine weitere Präsentation, wie sie bereits beim „Laws of War“ DLC zu sehen war, in das Hauptspiel ein.
- T-140 Angara: Dieser Kampfpanzer nach russischem Design ist sowohl auf die größtmöglich Zerstörungskraft ausgelegt als auch auf den größtmöglichen Schutz. Eingesetzt wird der T-140 von der CSAT-Fraktion. Ausgestattet ist der T-140 mit einem 125-mm-Geschütz als Hauptwaffe und einem koaxialen 7,62-mm- und einem schweren 12,7-mm-Maschinengewehr als Sekundärbewaffnung. Zusätzlich gibt es zur regulären Variante des T-140 auch eine „Kommandanten“-Variante, bei der das schwere Maschinengewehr durch eine 30-mm-Autokanone ersetzt wurde. Ebenfalls ist diese Variante in der Lage mit Hilfe von Sensoren ihre Zieldaten mit anderen Einheiten zu synchronisieren.
- AWC Nyx: Der AWC Nyx ist ein gepanzerter Waffenträger, der auf deutscher Ingenieurskunst basiert, welcher aber von der AAF-Fraktion lizenziert und modifiziert wurde.

### Contact
Contact wurde am 25. Juli 2019 veröffentlicht und bringt eine ganze Reihe neuer Inhalte:
- Livonia: Diese neue Karte eröffnet Spielern auf einer Fläche von 163 km² eine an Osteuropa angelehnte Umgebung. Spieler von Arma 2 werden sich an Karten wie Chernarus erinnert fühlen, jedoch besitzt Livonia keine Küste. Auf Grund des Terrains eignet sich diese Karte besonders für Infantriegefechte mit Unterstützung durch Fahr- und Flugzeuge. Am 3. Dezember 2019 wurde diese Karte außerdem für DayZ veröffentlicht.
- First Contact: Diese neue Singleplayer-Kampagne behandelt die Ankunft von Aliens und die sich daraus ergebenden Mysterien.
- Livonian Defense Force und Russian Spetsnaz: Zwei neue Fraktionen wurden hinzugefügt, die Teil der neuen Kampagne sind.
- 5 neue Waffen: Promet Sturmgewehr, RPK-12 Light Machine Gun, AKU-12 Karabiner, Mk14 Classic Jagdgewehr, Kozlice Schrotflinte
- 2 neue Fahrzeuge: ED-1 Mini UGV und Traktor
- Diverse neue Ausrüstungsgegenstände und Kleidungsstücke
- neue Multiplayer-Szenarien

### Art of War
Art of War wurde am 23. Februar 2021 veröffentlicht und dient als ein Charity DLC, dessen kompletten Erträge an das Internationale Komitee vom Roten Kreuz gingen. Es verfügt über eine Ausstellung von Community kreierten Bilder, Objekten und weiteres. Am 30. November 2021 wurde Art of War kostenlos und erzielte im Verkauf $155,873 für das Internationale Komitee vom Roten Kreuz.
- Neues Szenario „Kulturgut“, in dem man ein wertvolles Kunstwerk sicherstellen muss
- Neue Ausrüstungs- und Kleidungsstücke
- Eine Kunstausstellung

## Creator DLC
Creator DLC, kurz cDLC, sind Zusatzinhalte für Arma 3, die von Drittentwicklern entwickelt und dann von Bohemia Interactive veröffentlicht werden. Ziel sei es, Spielern so originellere Inhalte zu bieten sowie die Möglichkeit einer finanziellen Belohnung der Entwickler. Bisher wurden sieben cDLC veröffentlicht.

### Global Mobilization
Global Mobilization ist das erste Creator DLC, das veröffentlicht wurde; es wurde von Vertexmacht entwickelt. Es erschien am 29. April 2019 und hatte zu Beginn eine zehn Missionen umfassende Einzelspieler-Kampagne, vier neue Fraktionen (darunter Westdeutschland, die DDR und Dänemark), 70 neue Fahrzeuge mit verschiedenen Varianten, 30 neue Waffen mit verschiedenen Varianten, eine große Vielfalt an verschiedenster Ausrüstung und Uniformen, ein neues Terrain namens „Weferlingen“ und 17 Mehrspieler-Szenarien. Schauplatz des DLC ist der Kalte Krieg der 1980er Jahre.
Bis zum jetzigen Zeitpunkt hat das cDLC verschiedene Updates bekommen, in denen neue Fahrzeuge und Uniformen hinzugefügt wurden. Darunter das Update 1.1, das Polen als Fraktion, die Panzer Reihe T-55 und dänische gepanzerte Truppentransporte hinzufügte. Das Update 1.2 hat dann drei verschiedene Helikopter, zwei verschiedene Flugzeuge, ein neues Bodenfahrzeug, vier verschiedene Waffen, eine Vielzahl an Uniformen und Ausrüstungen und mehr hinzugefügt.
Am 25. März 2021 erschien Version 1.3. Das Update brachte neue Bundeswehr-bezogene Inhalte wie den Schützenpanzer Marder, Flecktarn-Uniformen und das Sturmgewehr HK G36.
Am 31. August wurde die Version 1.4 veröffentlicht, welches weiter neue Fahrzeuge wie die Panzerschnellbrücke Biber zum cDLC hinzufügten.
Am 25. April 2023 erschien für Global Mobilization das 1.5 Update, welches unter anderem neue Fahrzeuge, Waffen, Fraktionen und überarbeitet Inhalte hergab.

### CSLA Iron Curtain
CSLA Iron Curtain wird vom CSLA Studio entwickelt und wurde am 16. Juni 2021 veröffentlicht. Wie bei Global Mobilization gibt es eine große Anzahl von neuen Fahrzeugen, Waffen, Uniformen und mehr. Des Weiteren kommt mit CSLA Iron Curtain ein neues Terrain namens Gebrata. Wie auch Global Mobilization spielt CSLA Iron Curtain im Kalten Krieg. Statt West- und Ostdeutschland gibt es diesmal die Tschechoslowakei und die USA als spielbare Fraktionen.
CSLA erhielte am 8. November 2022 das 1.1-Update, welches unter anderem neue Fahrzeuge, Waffen, Equipment und mehr hinzufügte.
Am 30. Januar 2025 wurde die Version 1.2 veröffentlicht für CSLA Iron Curtain. Es wurden verschiedene Modelle überarbeitet, neue Gegenstände und Fahrzeuge hinzugefügt, sowie auch neue Funktionen zu dem cDLC hinzugefügt.

### S.O.G. Prairie Fire
S.O.G. Prairie Fire ist das dritte cDLC, das angekündigt wurde und erschien am 6. Mai 2021. Das cDLC wird von dem Studio Savage Game Design entwickelt und fokussiert sich um den Vietnamkrieg, genau gesagt auf die Spezialeinsatztruppe MACV-SOG. Mit dem cDLC kamen 4 neue Fraktionen (darunter die PAVN, die VC, MACV und die ARVN und deren zivile Gegenstücke), 55 neue Waffen und statisch platzierbare Waffen, neue Uniformen und neue Ausrüstungen, aber auch 54 neue Fahrzeuge und Varianten. Dazu kommt noch eine neue Karte, Cao Lao Nam, die einen Großteil der wichtigsten Schauplätze des Vietnamkriegs deckt.
Des Weiteren besitzt es eine Multiplayer Co-OP Kampagne, die bis zu 15 Spieler spielbar ist, 9 Multiplayer-Szenarien und 5 Einzelspieler-Szenarien.
Am 30. September 2021 erschien für S.O.G Prairie Fire das erste große Update, 1.1. Es brachte unter anderem die neue Karte Khe Sanh, die Seals und neue Waffen zu dem cDLC hinzu.
Am 12. Juli 2022 erschien mit Version 1.2 das zweite größere Update für das cDLC. Hinzu kamen unter anderem neue Fraktionen (darunter Australien), die Karte „The Bra“ und mehr.
Am 13. Juni 2023 erschien die Version 1.3. Es wurden neue Waffen, Fahrzeuge und Fraktionen hinzugefügt, aber auch ältere Inhalte überarbeitet oder angepasst.

### Western Sahara
Western Sahara ist das Vierte cDLC, welches am 18. November 2021 veröffentlicht und von Rotators Collective entwickelt wurde. Dabei handelt es sich um die fiktionale Welt von dem Gebiet Westsahara im Jahr 2036. Es verfügt über die neue fiktionale Karte „Sefrou-Ramal“, außerdem gibt es vier neue Waffen, neue Fahrzeugvarianten, fünf neue Fraktionen und weiteres.
Am 27. September 2022 erschien für Western Sahara das 1.1-Update. Es brachte unter anderem neue Waffen und Fahrzeuge hinzu.

### Spearhead 1944
Spearhead 1944 ist das fünfte cDLC, das am 7. Juli 2023 angekündigt wurde und von Heavy Ordnance Works entwickelt wird. Das cDLC spielt während der Operation Cobra im Juli 1944 und umfasst eine neue Karte „Normandy“, fünf neue Fraktionen wie die Wehrmacht oder die US-Army sowohl als auch 30 neue Waffen und vieles mehr. Es wurde am 25. Juli 2023 auf Steam veröffentlicht.
Wie bei dem cDLC S.O.G Praire Fire gibt es auch eine sieben Missionen lange Multiplayer-Kampagne, die man mit bis zu 24 Spielern bewältigen kann und Einzelspieler-Szenarien.
Am 6. August 2024 erschien die Version 1.1 für Spearhead 1944. Es fügte neue Einheiten, Fahrzeuge, Waffen und eine neue Karte „Mortain“, sowie neue Einzel- und  Mehrspieler-Szenarien hinzu.

### Reaction Forces
Reaction Forces ist das sechste cDLC, das für Arma 3 am 26. März 2024 veröffentlicht wurde. Es ist damit das zweite cDLC welches von Rotators Collective kreiert wurde und hat eine ähnliche Größe von neuen Waffen, Ausrüstungen und Szenarien wie Western Sahara. Wie bei Westen Sahara gibt es sowohl Einzelspieler-Szenarien als auch Mehrspielerszenarien, die man spielen kann.
Am 17. Dezember 2024 erschien für Reaction Forces das 1.0.2 Update, welches unter anderem neue Fahrzeugtypen, Ausrüstungsgegenstände und eine neue Waffe dazu brachte.

### Expeditionary Forces
Expeditionary Forces ist das siebte cDLC, das am 26. November 2024 veröffentlicht wurde. Es wurde von Tiny Gecko Studios entwickelt und fügt Marine-Truppen, Fahrzeuge, Ausrüstungen und eine Kampagne hinzu. Es ist das dritte erschienene cDLC welches wie Western Sahara und Reaction Forces das Universum von Arma 3 erweitert und dessen Style und Story weiterführt.